# (15988) Parini
(15988) Parini est un astéroïde de la ceinture principale.

## Description
(15988) Parini est un astéroïde de la ceinture principale. Il fut découvert le 11 décembre 1998 à Kitt Peak par le projet Spacewatch. Il présente une orbite caractérisée par un demi-grand axe de 2,27 UA, une excentricité de 0,18 et une inclinaison de 5,4° par rapport à l'écliptique.

## Compléments